# NGC 4045A
NGC 4045A (другие обозначения — MCG 0-31-21, ZWG 13.45, ARAK 343, PGC 38033) — линзообразная галактика (SB0) в созвездии Дева.
Этот объект не входит в число перечисленных в оригинальной редакции «Нового общего каталога» и был добавлен позднее.